# لاست کورنر (آرکانزاس)
لاست کورنر (به انگلیسی: Lost Corner) یک منطقهٔ مسکونی در ایالات متحده آمریکا است که در شهرستان پوپ، آرکانزاس واقع شده‌است. لاست کورنر ۵۱۲٫۹۸ متر بالاتر از سطح دریا واقع شده‌است.